# Foundation (Framework)
Foundation ist ein freies Webframework des Unternehmens ZURB. Es wird mit dem Ziel entwickelt, schnell und responsiv zu sein. Foundation enthält Designvorlagen für HTML, CSS sowie optionale JavaScript-Erweiterungen.
Foundation entstand aus den Stilrichtlinien von ZURB, die für Kundenprojekte verwendet wurden.
Es wird unter anderem von „Dictionary.com“ und in Webanwendungen von ZURB verwendet.
Ein weiteres prominentes Beispiel, das mit Foundation realisiert wurde, ist die Website der Bundesregierung.